# Rodriglossum
× Rodriglossum (abreviado Rdgm) es un híbrido intergenérico entre los géneros de orquídeas Odontoglossum × Rodriguezia. Fue publicado en Orchid Rev. 81(958, cppo): 10 (1973).